# Félix A. Carrié
Félix Augusto Carrié (San Juan, 1864-desconocido) fue un político argentino, que se desempeñó como gobernador del Territorio Nacional de Tierra del Fuego entre 1899 y 1902.

## Biografía
Nació en la ciudad de San Juan en 1864. Su padre Augusto Carrié era inmigrante francés y su madre, Eloísa Salcedo Sarmiento, era prima de Domingo Faustino Sarmiento.
Fue miembro de la Cámara de Diputados de la Provincia de San Juan y elector por la provincia de San Juan en las elecciones presidenciales de 1892.
En diciembre de 1899 fue designado gobernador del Territorio Nacional de Tierra del Fuego por el presidente Julio Argentino Roca, desempeñando el cargo hasta abril de 1902.
Durante su mandato, se inauguró la primera Casa de Gobierno del Territorio, agregándole una biblioteca, y se abrieron caminos hacia la Estancia Harberton y el lago Fagnano construidos por nativos selknam. También se estudió la reubicación del presidio de Puerto Cook en cercanías de Ushuaia, proponiendo Bahía Lapataia como sitio de instalación de una colonia penal. Intentó instalar un segundo aserradero en la isla y, ante conflictos con el personal, el Poder Ejecutivo Nacional envió un comisionado para investigar, siendo luego sumariado. Por dicho sumario, fue reemplazado en el cargo de gobernador por Esteban de Loqui.
En 1905 fue nombrado subdirector de la Biblioteca del Congreso de la Nación Argentina, ejerciendo como director desde 1911 hasta 1931.
Estuvo casado con Marcelina Romana Domínguez, con quien tuvo seis hijos, de los cuales una de ellos nació en Ushuaia mientras él ejercía como gobernador.